# Golf Club Seilh Toulouse
 Golf Club Seilh Toulouse is een Franse golfclub ten noorden van Toulouse, in de Haute-Garonne in de Occitanie.
Deze golfclub is een van de zeven golfclubs om Toulouse. Er zijn twee 18-holes golfbanen op 90ha grond. De rode baan heeft een par van 72 en een lengte van 6331 meter. De 17de hole van deze baan staat bekend als de hole met de meeste bunkers in Europa. De gele baan heeft een par van 64 en een lengte van 4174 meter.
Naast de golfbaan ligt een driesterren hotel.

## Open de Toulouse
In 2003, 2004 en 2005 is hier het Open de Toulouse van de European Challenge Tour gespeeld.
| Jaar | Winnaar          | Land             |
| ---- | ---------------- | ---------------- |
| 2003 | Scott Drummond   | Schotland        |
| 2004 | Marc Cayeux      | Zambia           |
| 2005 | Brad Suttersfeld | Verenigde Staten |